# Tedania verrucosa
Tedania verrucosa är en svampdjursart som beskrevs av Carter 1886. Tedania verrucosa ingår i släktet Tedania och familjen Tedaniidae. Inga underarter finns listade i Catalogue of Life.